# Dora 2020
La ventunesima edizione di Dora si è tenuta il 29 febbraio 2020 presso la Marino Cvetković Hall di Abbazia e ha selezionato il rappresentante della Croazia all'Eurovision Song Contest 2020.
Il vincitore è stato Damir Kedžo con Divlji vjetre.

## Organizzazione
Hrvatska Radiotelevizija (HRT) ha confermato la partecipazione della Croazia all'Eurovision Song Contest 2020, che sarà ospitato dalla città olandese di Rotterdam, il 10 settembre 2019, annunciando inoltre il ritorno di Dora come metodo di selezione nazionale.
La 21ª edizione di Dora è stata confermata a settembre 2019. Il festival si è tenuto, come l'edizione precedente, in una sola serata, il 29 febbraio 2020 alla Marino Cvetković Hall di Abbazia. Il voto combinato di giuria e pubblico ha decretato il vincitore fra i 16 partecipanti.

## Partecipanti
L'emittente ha rivelato i nomi dei 16 partecipanti e i titoli dei rispettivi brani il 23 dicembre 2019. Goran Karan, inizialmente confermato come uno dei partecipanti con My Legacy Is Love, è stato squalificato lo stesso giorno poiché la sua canzone era già stata cantata due anni prima ad un concerto in Bosnia ed Erzegovina; è stato sostituito da Elis Lovrić con Jušto.
| Artista                                  | Brano                         | Lingua          | Compositori                                         |
| ---------------------------------------- | ----------------------------- | --------------- | --------------------------------------------------- |
| Aklea Neon                               | Zovi ju mama                  | Croato          | Dorotea Zovko, Pavle Kladarin                       |
| Alen Vitasović & B. Matija Čerina        | Da se ne zatare               | Croato          | Robert Pilepić                                      |
| Bojan Jambrošić                          | Više od riječi                | Croato          | Antonija Šola                                       |
| Colonia                                  | Zidina                        | Croato          | Boris Đurđević, Valerija Đurđević                   |
| Damir Kedžo                              | Divlji vjetre                 | Croato          | Ante Pecotić                                        |
| Đana                                     | One                           | Inglese         | Rando Stipišić                                      |
| Edi Abazi                                | Coming Home                   | Inglese         | Srđan Sekulović Skansi                              |
| Elis Lovrić                              | Jušto                         | Croato          | Elis Lovrić                                         |
| Goran Karan                              | My Legacy Is Love             | Inglese         | Nikša Bratoš                                        |
| Indira                                   | You Will Never Break My Heart | Croato, inglese | Branimir Mihaljević, Ambrogio Crotti, Doron Medalie |
| Jure Brkljača                            | Hajde nazovi me!              | Croato          | Miroslav Rus                                        |
| Lorena Bućan                             | Drowning                      | Inglese         | Ivan Huljić                                         |
| Lorenzo feat. Dino Purić & Reper iz sobe | Vrati se iz Irske             | Croato          | Ivan Grgić, Marko Kantolić                          |
| Marin Jurić Čivro                        | Naivno                        | Croato          | Boris Kolarić, Maja Kolarić, Marko Matijević Sekul  |
| Mia Negovetić                            | When It Comes to You          | Inglese         | Linnea Deb, Anderz Wrethov, Mia Negovetić           |
| Nikola Marjanović                        | Let's Forgive                 | Inglese         | Adi Karaselimović                                   |
| Zdenka Kovačićek                         | Love, Love, Love              | Inglese         | Branimir Mihaljević, Mario Mihaljević               |

## Finale
| #  | Artista                                  | Titolo                        | Punteggio | Punteggio | Punteggio | Posizione |
| #  | Artista                                  | Titolo                        | Giuria    | Televoto  | Totale    | Posizione |
| -- | ---------------------------------------- | ----------------------------- | --------- | --------- | --------- | --------- |
| 1  | Elis Lovrić                              | Jušto                         | 11        | 1         | 12        | 13        |
| 2  | Bojan Jambrošić                          | Više od riječi                | 5         | 7         | 12        | 11        |
| 3  | Edi Abazi                                | Coming Home                   | 3         | 8         | 11        | 14        |
| 4  | Zdenka Kovačiček                         | Love, Love, Love              | 6         | 12        | 18        | 6         |
| 5  | Alen Vitasović & Božidarka Marija Čerina | Da se ne zatare               | 2         | 13        | 15        | 9         |
| 6  | Đana                                     | One                           | 8         | 9         | 17        | 7         |
| 7  | Aklea Neon                               | Zovi ju mama                  | 13        | 10        | 23        | 4         |
| 8  | Nikola Marjanović                        | Let's Forgive                 | 10        | 2         | 12        | 12        |
| 9  | Lorenzo feat. Dino Purić & Reper iz sobe | Vrati se iz Irske             | 1         | 3         | 6         | 16        |
| 10 | Marin Jurić Čivro                        | Naivno                        | 4         | 6         | 10        | 15        |
| 11 | Lorena Bućan                             | Drowning                      | 9         | 11        | 20        | 5         |
| 12 | Indira                                   | You Will Never Break My Heart | 14        | 14        | 28        | 3         |
| 13 | Jure Brkljača                            | Hajde nazovi me!              | 11        | 4         | 15        | 10        |
| 14 | Colonia                                  | Zidina                        | 12        | 5         | 17        | 8         |
| 15 | Mia Negovetić                            | When It Comes to You          | 16        | 15        | 31        | 2         |
| 16 | Damir Kedžo                              | Divlji vjetre                 | 15        | 16        | 31        | 1         |